# Kristi förklarings ortodoxa kyrka, Stockholm

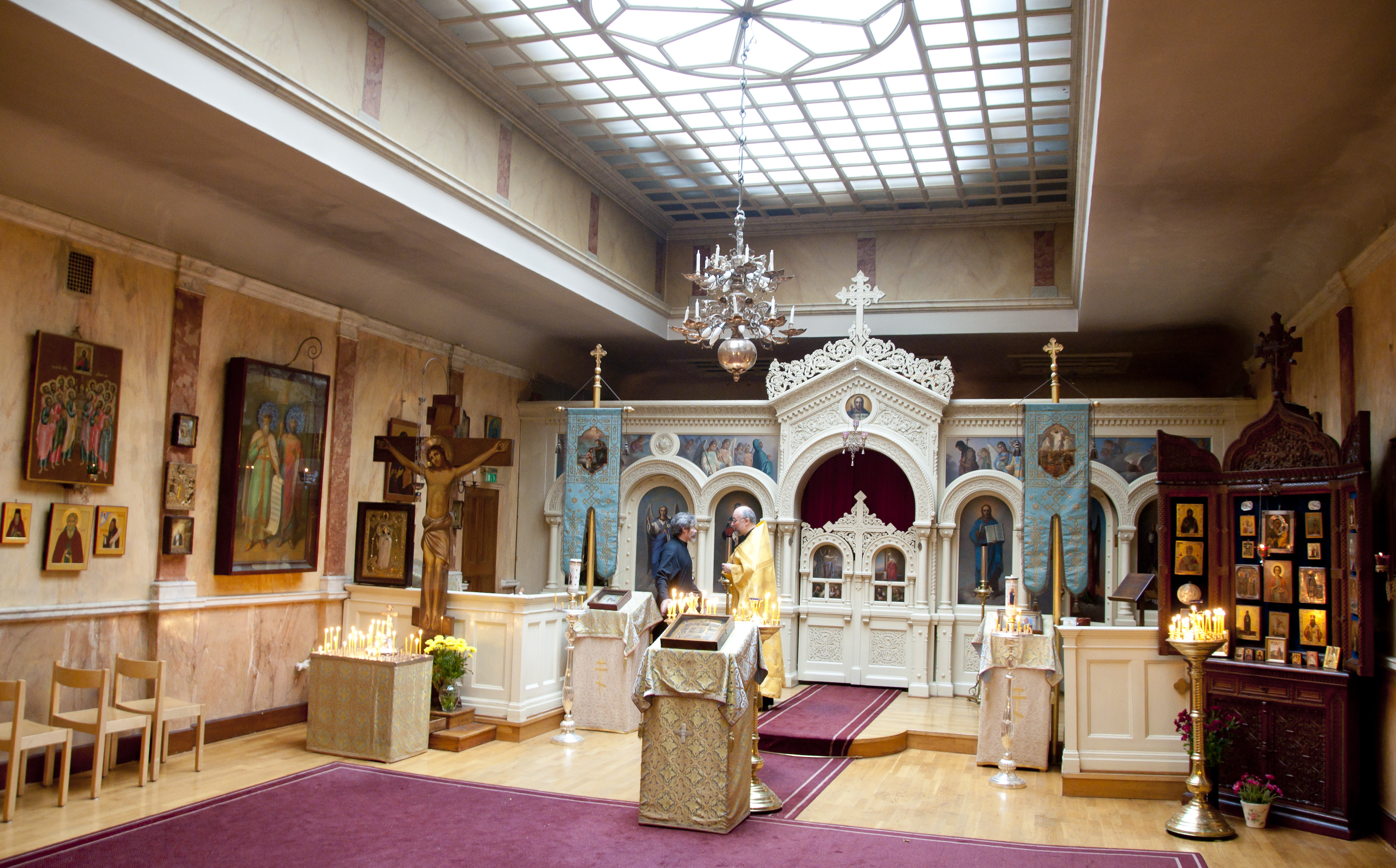
Kyrkorummet under gården.

Kristi förklarings ortodoxa kyrka (ryska: Православный Свято-Преображенский храм) är en bulgarisk-ortodox kyrkobyggnad och församling belägen på Birger Jarlsgatan 98, i stadsdelen Östermalm, i Stockholms innerstad.
Kyrkan och församlingen är helgade åt Kristi förklaring. Kyrkorummet som uppfördes 1905–1907 förklarades 1999 för byggnadsminne.

## Historia
Ryska Kyrkan i Stockholm tillkom i samband med Freden i Stolbova mellan Ryssland och Sverige 1617 och är därmed den äldsta ryska församlingen utanför Ryssland. Genom fredsavtalet fick ryska köpmän i Stockholm och Viborg rätten att få bygga handelshus och att fritt få hålla gudstjänster. Den ryska handelsgården låg till en början i Gamla stan, men flyttades 1641 till den plats på Södermalm som idag bär namnet Ryssgården. Här firade man till en början gudstjänster i ett magasin åt församlingen "Heliga Guds moders församling", men 1670 kunde man flytta in i Södra stadshuset. 1694 ödelades Ryssgården av en våldsam brand och i återuppbyggnaden uppfördes i anslutning till stadshusets flyglar en egen ny beständig gudstjänstlokal. 
Vid mitten av 1700-talet var kyrkan i dåligt skick, och efter en anhållan hos Fredrik I fick man 1748 tillstånd att åter flytta in i Södra Stadshuset. Ett rum ställdes i ordning på den översta våningen (nuvarande Tessinsalen) enligt arkitekt Johan Eberhard Carlbergs ritningar. I och med Gustav III:s så kallade toleransedikt från 1781 blev Kristi Förklarings kyrka mer av en offentlig kyrka, även om det fortsatt var förbjudet för svenska medborgare att konvertera till en annan tro än den som utgick från Svenska kyrkan.
År 1846 var Södra stadshuset i synnerligen förfallet skick och församlingen letade efter nya lokaler. Flytten gick över Malmskillnadsgatan, Jungfrugatan (1856), Majorsgatan (1877) och Odengatan/Valhallavägen (1892). På den sistnämnda adressen var kyrkan inrymd i en speciell kyrkoflygel till ett fem våningar högt hyreshus ritat av Gustaf Adolf Fristedt, vilken krönts med en förgylld lökkupol och ett kors av glas. Kyrkointeriören hade skapats av arkitekten Ferdinand Boberg. Husets ägare bestämde sig dock att bryta kontraktet med församlingen efter tio år, varvid församlingen åter stod utan lokal.
I slutet av 1905 undertecknades ett kontrakt med byggherren till kvarteret Morkullan 2 i hörnet av Birger Jarlsgatan 98 och Surbrunnsgatan 16 där denne förpliktigade att på gården till det planerade hyreshuset bygga till en kyrkosal samt att upplåta bostäder för församlingsföreståndaren och kantorerna. Arkitekten Erik Eklundh utformade ritningarna och på påsken 1907 kunde den nya kyrkan invigas.

## Byggnadsminne

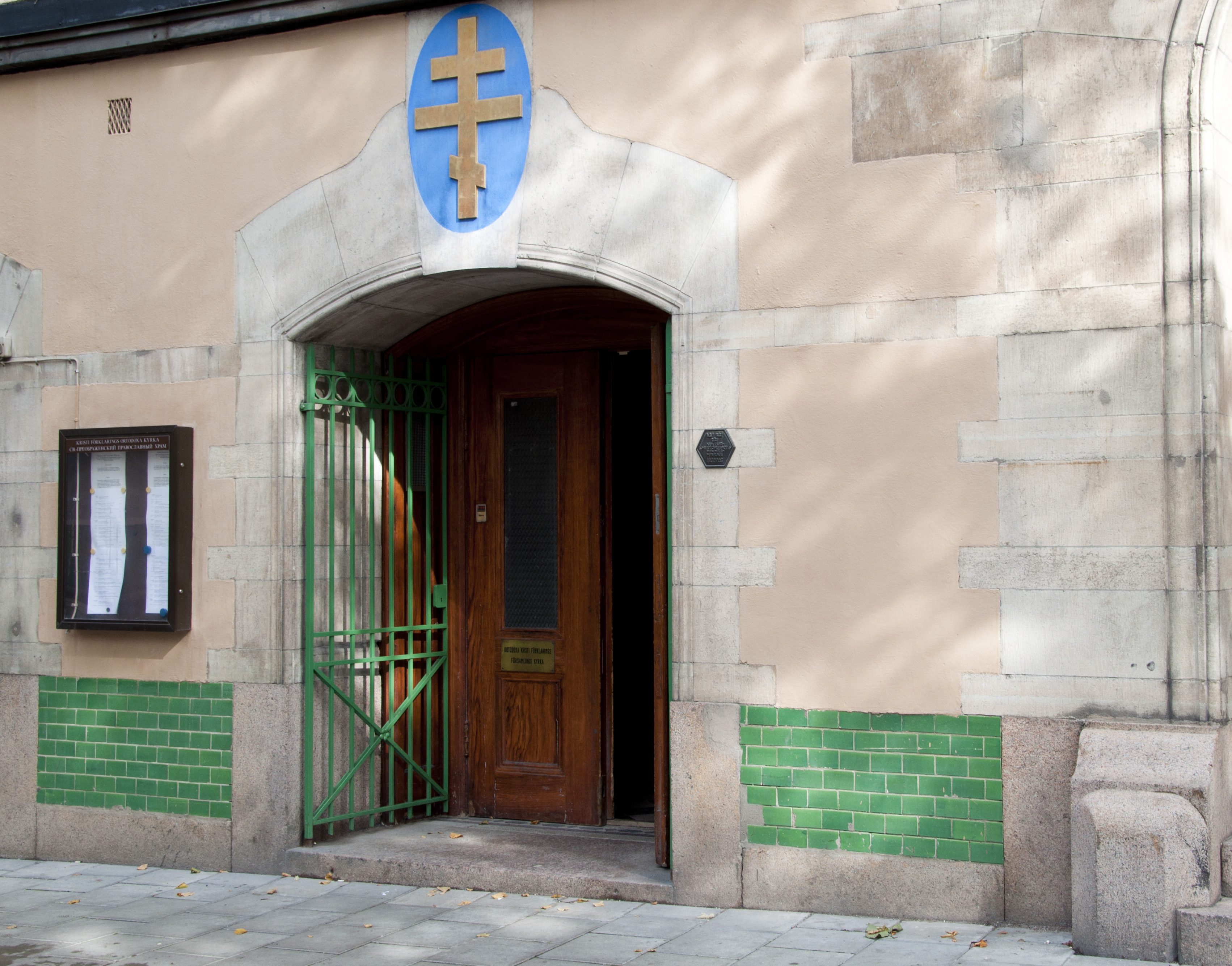
Porten mot Birger Jarlsgatan.

Efter att underhållet, till följd av ekonomiska svårigheter under sovjettiden, varit eftersatt restaurerades kyrkan under 1990-talet återställdes till det utseende den hade 1907. Kyrkan kan ses som ett typiskt exempel på en rysk huskyrka. Dessa var mycket vanliga i Ryssland före revolutionen. Man beräknar att det fanns cirka 400 av detta slag i Sankt Petersburg, men så gott som alla försvann under kommunismen. 1999 förklarades Kristi Församlings ortodoxa kyrka för byggnadsminne.